# کالماکوو (شهرستان ایشیمبایسکی، باشقیرستان)
کالماکوو (انگلیسی: Kalmakovo, Ishimbaysky District, Republic of Bashkortostan) یک شهرک در شهرستان ایشیمبایسکی استان باشقیرستان کشور روسیه است.